# Старчишта
Старчишта (грч. Περιθώρι, Перитори) је насељено место у општини Зрново у периферији Источна Македонија и Тракија, Грчка. Према попису из 2021. године било је 569 становника.
Према бугарском географу и историчару, Василу Канчову, у Старчишту је 1900. године живело 1.700 Словена хришћана и 520 Турака (Словени муслимани) и 45 Аромуна. Током Другог балканског и Првог светског рата село је настрадало и део мештана је избегао у Бугарску, тако је после рата остало 1.539 житеља. Године 1923. муслиманско становништво је принудно исељено у Турску а 1924. године велики део православног у Бугарску (542 особе). Избегло словенско становништво у Бугарској је насељено у местима Гоце Делчев и околина, Пештера и Пловдив. На њихово место је насељено 213 грчких избегличких породица, укупно 811 особа. На попису из 1928. године Старчишта су имала 1.377 становника, од чега су Грци били већина. За време 1945—1946. године део словенског становништва је због терора грчких десничарских снага избегао у Бугарску.